# 安達治彦
安達 治彦（あだち はるひこ、1939年〈昭和14年〉1月1日 - 2000年〈平成12年〉4月12日）は、昭和後期から平成期にかけて活躍したラジオパーソナリティ・タレント。

## 来歴
大阪府大阪市出身。立命館大学卒業。大学在学中にアルバイトで司会を始め、卒業と同時にデビューし、数々の番組に出演した。特に「安達治彦のメモリーズ・オブ・ユー」では、洋楽ファンの人気を受ける。しかし、1992年秋に脳卒中で倒れ、すべての番組を降板。命に別状がなかったものの、半身が不随となり、タレント活動を休止した。
その後、リハビリを経て、1997年「父さんからのクリスマスメッセージ」に出演した。
2000年4月12日に肝臓がんのため死去した。61歳没。

## 人物
関西では一大勢力を持っていた芸能事務所「ターゲット・プロ」所属のタレント（坂本スミ子、加賀テツヤ、高橋キヨシら）との共演が多かった。

## 出演していた番組
- 「安達治彦のメモリーズ・オブ・ユー」（ABCラジオ）[1]
- 「安達治彦のおはようパートナー」（ABCラジオ）
- 「歌謡曲ぶっつけ本番」（ABCラジオ）[1]
- 「日曜スペシャル「父さんからのクリスマスメッセージ」（1997年12月22日放送　一家で出演。ABCラジオ）
- 「スミ子と歌おう」（MBSラジオ）
- 「エレキで滑ろうジャンボリーオンアイス」（MBSラジオ）
- 「安達治彦のじつは今日は日曜日!」（MBSラジオ）
- 「バンザイ歌謡曲」（ラジオ大阪）
- 「朝のエバーグリーン」（FM大阪）[1]
- 「カモン・ポップス」（FM大阪）
- 「日産ギャラリー土曜スペシャル」（東海ラジオ）